# 9 × 25 мм Маузер
9 мм Маузер (9 мм Маузер экспорт) — пистолетный патрон германского происхождения, применявшийся для одного из вариантов пистолета Mauser C96. Появился в 1907 году на фирме DWM, производился в Австрии, Швейцарии и Венгрии. Кроме маузера, употреблялся также в MP35, SIG MKMS, Steyr-Solothurn S1-100 и пистолете-пулемёте Кирали. Предназначался в основном для экспорта в Африку, Азию и Южную Америку, из-за чего получил наименование «9 мм Маузер экспорт». Патрон находился на вооружении в Вермахте вплоть до капитуляции Германии, после чего был вытеснен значительно более употребляемым патроном 9×19 мм Парабеллум.